# باول أش
باول أش (بالإنجليزية: Paul Ash)‏ هو عازف بيانو وموسيقي وكاتب أغاني وعازف كمان وشاعر أمريكي، ولد في 11 فبراير 1891 في ألمانيا، وتوفي في 13 يوليو 1958 في نيويورك في الولايات المتحدة.

## وصلات خارجية
- باول أش على موقع IMDb (الإنجليزية)
- باول أش على موقع ميوزك برينز (الإنجليزية)
- باول أش على موقع ديسكوغز (الإنجليزية)